# Cinque Nazioni 1922
Il Cinque Nazioni 1922 (in inglese 1922 Five Nations Championship; in francese Tournoi des Cinq Nations 1922; in gallese Pencampwriaeth y Pum Gwlad 1922) fu l'8ª edizione del torneo annuale di rugby a 15 tra le squadre nazionali di Francia, Galles, Inghilterra, Irlanda e Scozia, nonché la 35ª in assoluto considerando anche le edizioni dell'Home Nations Championship.
Il torneo fu del Galles, che lo vinse per la decima volta, la prima indivisa dal 1911; benché imbattuti, i gallesi non conquistarono lo Slam visto il pareggio in Scozia per 9-9, unico punto perso nel campionato.
Per l'Irlanda si trattò dell'ultima presenza al torneo da Nazione costitutiva del Regno Unito: dopo la guerra anglo-irlandese e a seguito del conseguente trattato, nacquero a fine 1922 lo Stato Libero d'Irlanda e l'Irlanda del Nord, ma la Irish Rugby Football Union continuò a esercitare giurisdizione su tutto il territorio dell'isola.
Il valore delle marcature, come stabilito dall’IRFB nel 1905, era: 3 punti per ciascuna meta (5 se trasformata), 3 punti per la realizzazione di ciascun calcio piazzato o mark, 4 punti per la realizzazione di ciascun drop.

## Nazionali partecipanti e sedi
| Squadra     | Città           | Impianto interno         |
| ----------- | --------------- | ------------------------ |
| Francia     | Colombes        | Stadio di Colombes       |
| Galles      | Cardiff Swansea | Arms Park St. Helen's    |
| Inghilterra | Londra          | Twickenham               |
| Irlanda     | Dublino         | Lansdowne Road           |
| Scozia      | Edimburgo       | Inverleith Sports Ground |

## Risultati
| Arbitro: | Harold Harrison |

|          |    |          |
| Jauréguy | mt | Browning |

| Arbitro: | Jim Tennent |

|                                                                     |    |          |
| Bowen Delahay H. Evans Hiddlestone Palmer Parker Richards Whitfield | mt | Day Lowe |
| Rees (2)                                                            | tr |          |

| Arbitro: | Dickie Lloyd |

|              |      |          |
| Browning (2) | mt   | Bowen    |
|              | tr   | Samuel   |
| Browning     | c.p. |          |
|              | drop | H. Evans |

| Arbitro: | Jim Tennent |

|        |    |                                       |
| Wallis | mt | Gardner Lowe Maxwell-Hyslop Smallwood |

| Arbitro: | Jim Tennent |

|         |      |                       |
| Voyce   | mt   | Cassayet Got Lasserre |
| Day     | tr   | Crabos                |
| Day (2) | c.p. |                       |

| Arbitro: | Tom Schofield |

|               |    |        |
| Bryce Liddell | mt | Clarke |

| Arbitro: | J.C. Sturrock |

|                        |    |        |
| H. Evans Whitfield (2) | mt | Stokes |
| Samuel                 | tr | Wallis |

| Arbitro: | Dickie Lloyd |

|                 |    |         |
| Davies Lowe (2) | mt | Dykes   |
| Conway          | tr | Bertram |

| Arbitro: | Wallace Harland |

|          |    |                            |
| Jauréguy | mt | Cummins H. Evans Whitfield |
|          | tr | Jenkins                    |

| Arbitro: | Jim Tennent |

|               |      |        |
| G. Stephenson | mt   | Pascot |
| Wallis        | tr   |        |
| Wallis        | c.p. |        |

## Classifica
| Pos | Squadra     | G | V | N | P | PF | PS | DP  | Pt |
| --- | ----------- | - | - | - | - | -- | -- | --- | -- |
| 1   | Galles      | 4 | 3 | 1 | 0 | 59 | 23 | +36 | 7  |
| 2   | Inghilterra | 4 | 2 | 1 | 1 | 40 | 47 | −7  | 5  |
| 3   | Scozia      | 4 | 1 | 2 | 1 | 23 | 26 | −3  | 4  |
| 4   | Irlanda     | 4 | 1 | 0 | 3 | 19 | 32 | −13 | 2  |
| 5   | Francia     | 4 | 0 | 2 | 2 | 20 | 33 | −13 | 2  |